# Koekenpan

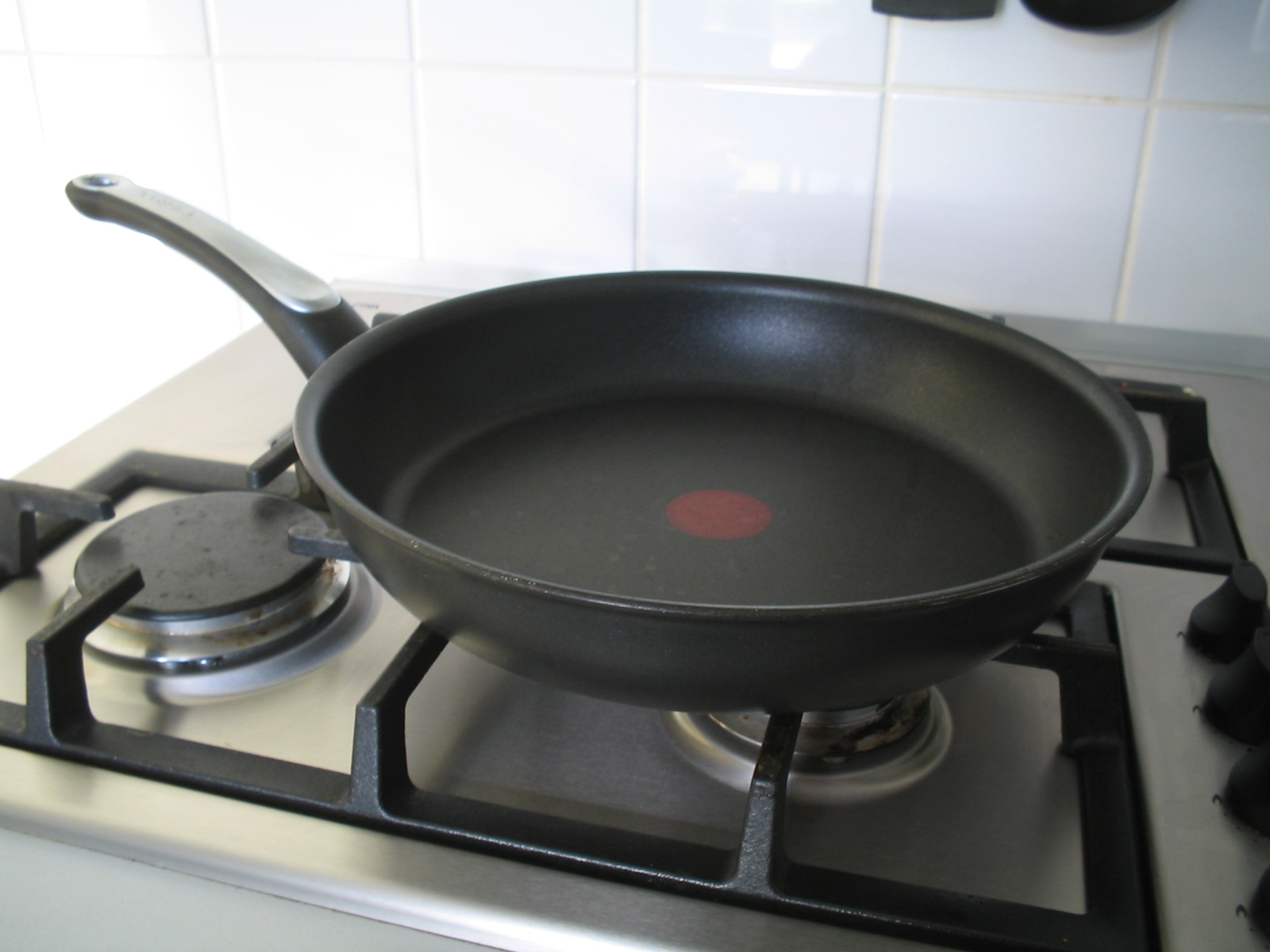
Koekenpan met anti-aanbaklaag

Een koekenpan (Nederlands-Nederlands) of kortweg pan (Belgisch-Nederlands) is een platte pan met een lang handvat.
De pan ontleent zijn naam aan het feit dat in zo'n pan pannenkoeken worden gebakken. Ook ander voedsel, zoals vlees, wordt in een koekenpan gebraden.
Omdat de smaak van het product (met name het erin achterblijvend vet) blijft hangen, hebben veel mensen een "gewone", "vlees-" of "spekkoekenpan" en een zogenaamde "zoete koekenpan". Deze laatste wordt ook wel gebruikt voor het maken van omeletten en wordt daarom ook wel omelet(ten)pan genoemd.
Een iets diepere rechtere koekenpan met deksel, wordt ook wel hapjespan of sauteerpan genoemd.
Een ovale pan met steel is speciaal bedoeld voor het bakken van vis en heet dan ook vispan.

## Materiaal
Twee eigenschappen zijn van belang in een pan. Het oppervlak moet chemisch onreactief zijn, zodat smaak en eetbaarheid van het voedsel gewaarborgd blijven, en de pan moet warmte gelijkmatig en efficiënt geleiden. Tussen beide eigenschappen bestaat een trade-off. Metalen zijn met hun mobiele elektronen over het algemeen goede geleiders, maar diezelfde elektronen kunnen ook reageren met het voedsel. Omgekeerd zijn keramische materialen door hun covalente bindingen veelal voldoende inert, maar gebeurt de warmtegeleiding via trage en inefficiënte vibraties, waardoor ongelijkmatige temperaturen en mechanische stress kunnen ontstaan. Om tot een optimaal resultaat te komen, worden vaak verschillende materialen gebruikt voor de kern en het oppervlak van de pan.

### Pannen met antikleeflaag
Pannen voor doordeweeks gebruik zijn vaak aluminium pannen voorzien van een antikleeflaag. Teflon en andere fluoropolymeren zijn op de markt gebracht in de jaren 60. Ze bieden een glad en inert oppervlak, dat evenwel krasgevoelig is en waaruit bij heel hoge temperaturen toxische gassen beginnen vrij te komen. Van recentere datum zijn keramische antikleeflagen, gebaseerd op enkele micrometers siliciumdioxide. Ze weerstaan aan hogere temperaturen dan teflon en worden ook soms als milieuvriendelijker in de markt gezet, maar zijn sterk onderhevig aan slijtage. Een derde soort antikleeflaag, geïntroduceerd in de 19e eeuw, is email. Het wordt dun aangebracht om gelijkmatig te kunnen uitzetten en inkrimpen. Toch blijft beschadiging van het email mogelijk als een warme pan in koud water wordt gedompeld of als er stukjes afspringen door ruw gebruik.

### Gietijzer
Een pan uit gietijzer bevat zo'n 3% koolstof en geeft gestage, gelijkmatige warmte. IJzer raakt weliswaar in het voedsel, maar wordt niet opgenomen in hoeveelheden die schadelijk kunnen zijn. Vervelender is dat gietijzer onderhevig is aan corrosie. Om dit tegen te gaan, kunnen de pannen met spijsolie worden ingebrand en vet gehouden worden.

### Plaatstaal
In vergelijking met gietijzer bevat plaatstaal minder koolstof en is het minder bros (dankzij een hittebehandeling). Daardoor zijn plaatstalen pannen over het algemeen dunner en lichter. Door inbranden wordt de pan beschermd tegen corrosie en tegelijk voorzien van een uitstekende antikleeflaag. Koks smeren de pan in met een olie die rijk is aan onverzadigde vetten (bv. maïsolie) en verhitten ze voorbij het rookpunt in de oven of op het fornuis. De vetzuurketens, doorgedrongen in microscopische gaatjes en scheuren van het staal, oxideren en polymeriseren tot een beschermende laag. Voor een optimaal resultaat wordt dit proces tot tien keer herhaald in uiterst dunne lagen, tot de pan nagenoeg zwart ziet. Minder gecontroleerd, maar soms ook effectief, is het opbouwen van een beschermende laag door frequent gebruik. Ook aantasting door zuren (bv. citroen of witte wijn) kan zich zo op natuurlijke wijze herstellen.

### Inox
In kookgerief bestaat roestvrij staal naast ijzer en koolstof meestal uit ongeveer 18% chroom en 8-10% nikkel. Door het chroom vormt zich een dikke oxidatielaag die roest geen kans geeft en ervoor zorgt dat inox pannen hun glans behouden. De thermische geleiding is een stuk slechter dan bij ijzer of staal. Als oplossing worden inox pannen meestal voorzien van een kern in koper of aluminium. Dergelijke hybride pannen, die verschillende lagen kunnen tellen, zijn duur in aanschaf maar komen het dichtst bij de ideale combinatie van chemische inertie en thermische responsiviteit.

### Aluminium
Aluminium pannen zijn licht, goedkoop en geleiden uitstekend. Tegenover deze troeven staat dat het oppervlak gemakkelijk oxideert en hydroxideert, wat een donkere kleur aan het voedsel kan doorgeven. Daarom worden aluminium pannen vaak bekleed met een antikleeflaag of geanodiseerd.

### Koper
Koperen pannen worden al duizenden jaren gebruikt en bieden een ongeëvenaarde geleiding. Door de reactiviteit met zuurstof en zwavel vergt het materiaal veel oppoetsen. Problematischer is dat koperionen gemakkelijk in het voedsel lekken, wat de pannen ongeschikt maakt voor dagelijks koken, omdat het menselijk lichaam koper slechts in beperkte mate kan afscheiden. Sommige fabrikanten bekleden koperen pannen daarom met inox.